# Radiotélescope d'Effelsberg
Le radiotélescope d'Effelsberg est un des plus grands radiotélescopes du monde et il se situe en Allemagne. Le radiotélescope se trouve dans une vallée à 319 m d'altitude, à environ 1 km au nord-ouest d'Effelsberg. Le radiotélescope de 100 m de diamètre a longtemps été le plus grand télescope orientable du monde, jusqu'à l'ouverture du radiotélescope de Green Bank en Virginie-Occidentale aux États-Unis. Il peut observer le spectre électromagnétique dans des domaines de longueur d'onde allant de 7  à   90 cm.

## Galerie

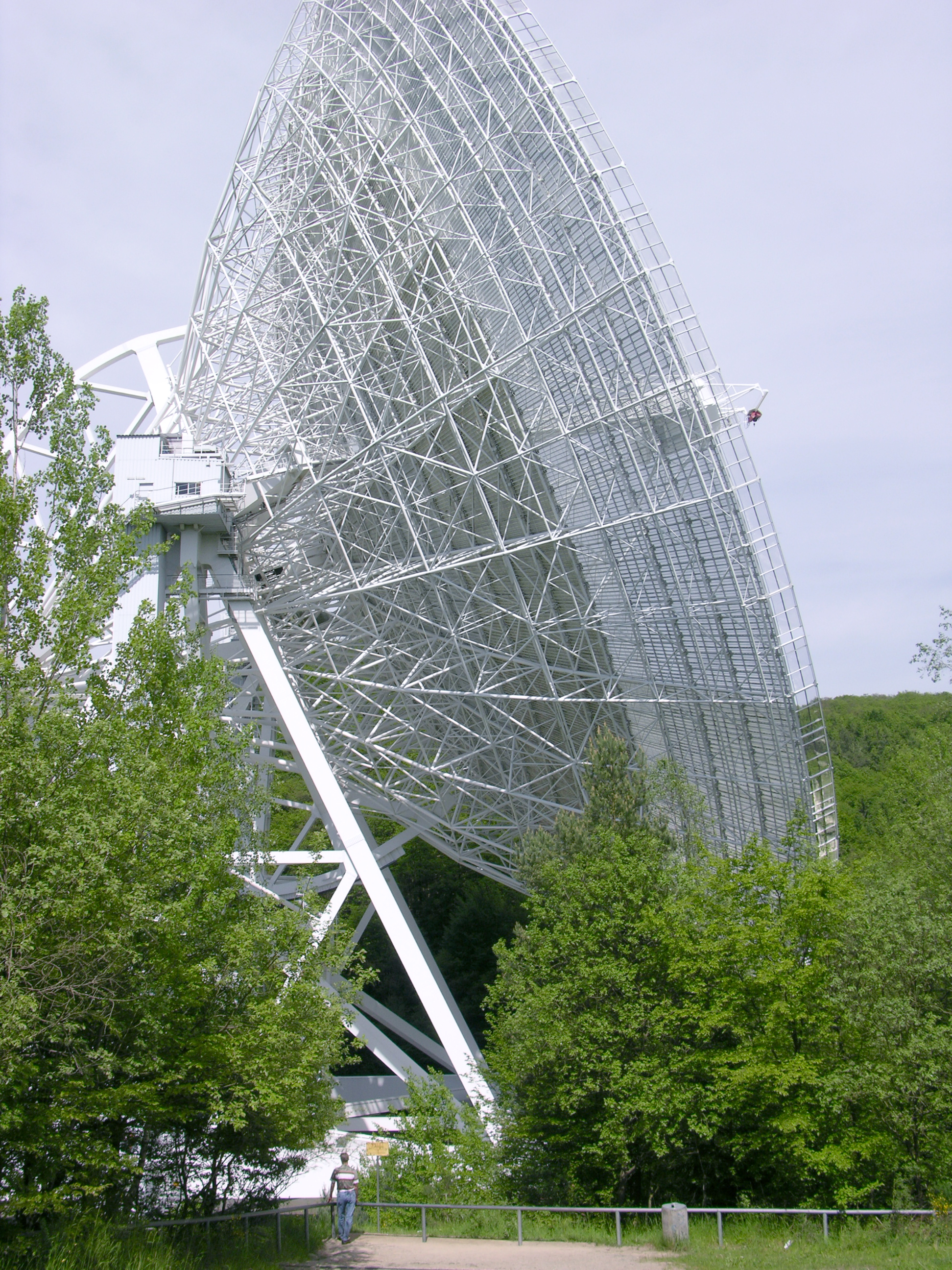
Vue de derrière
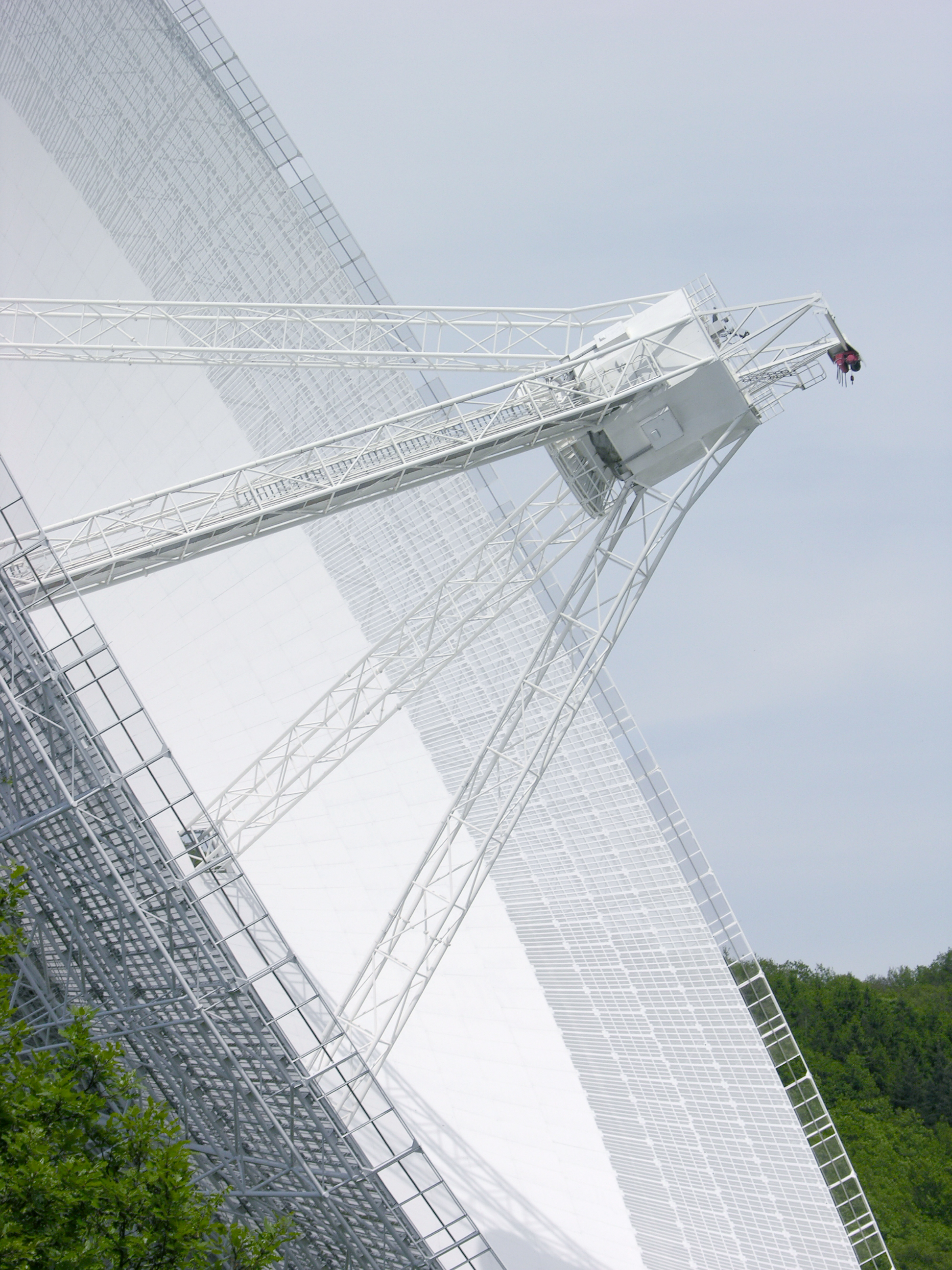
Foyer primaire
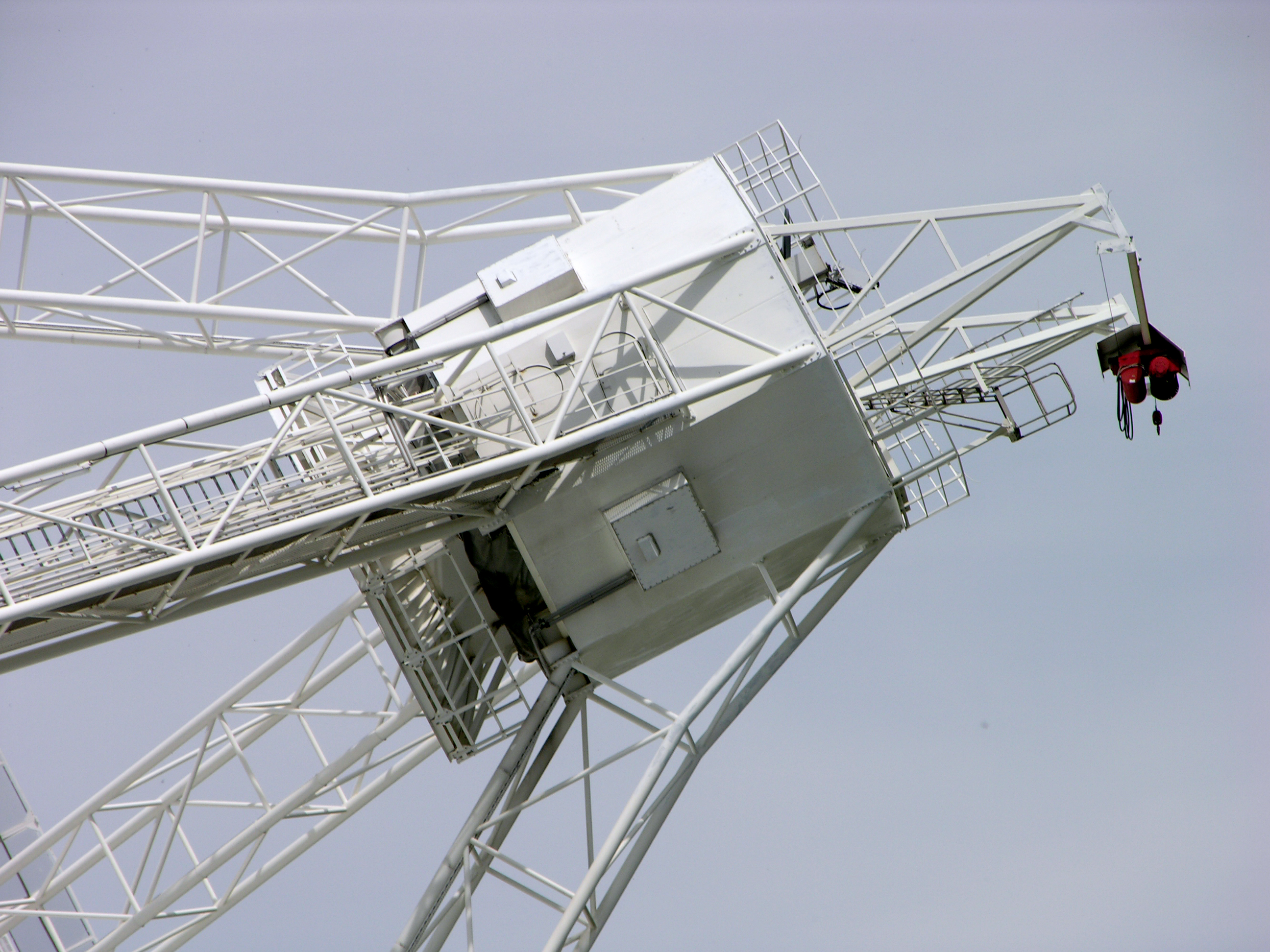
Le foyer primaire de plus près
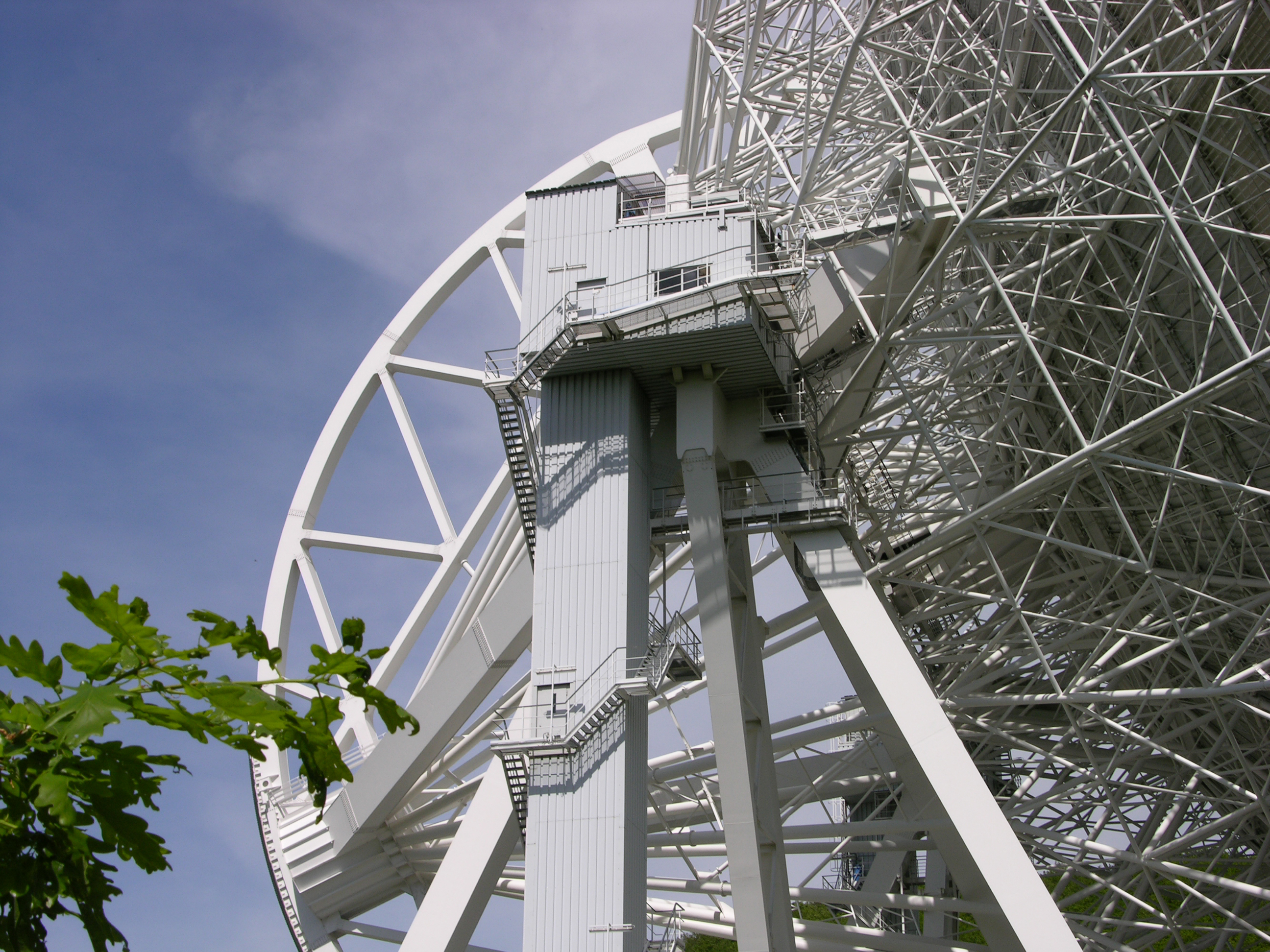
Détail de la colonne centrale
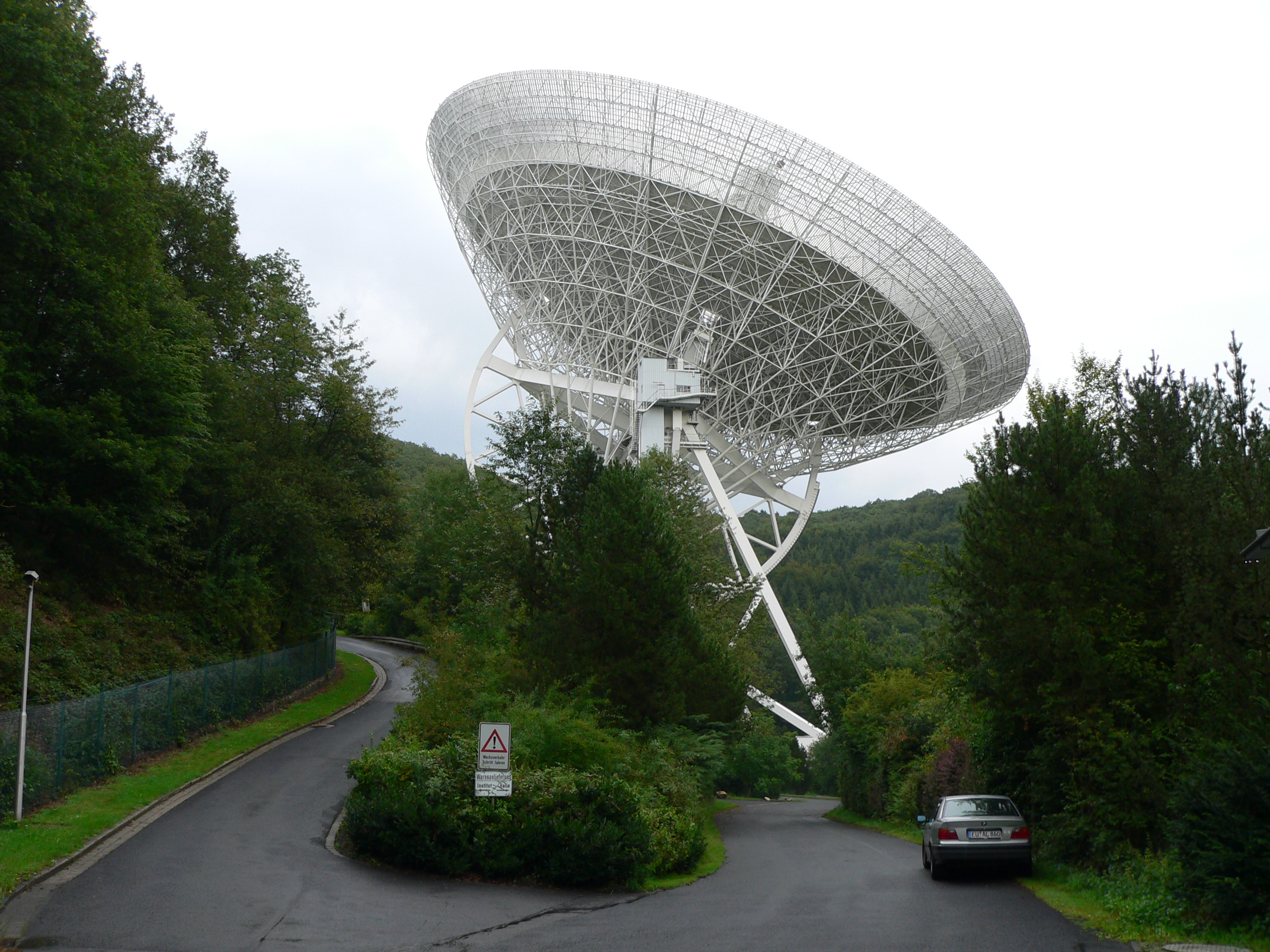
Vue générale, vue de la porte d'entrée
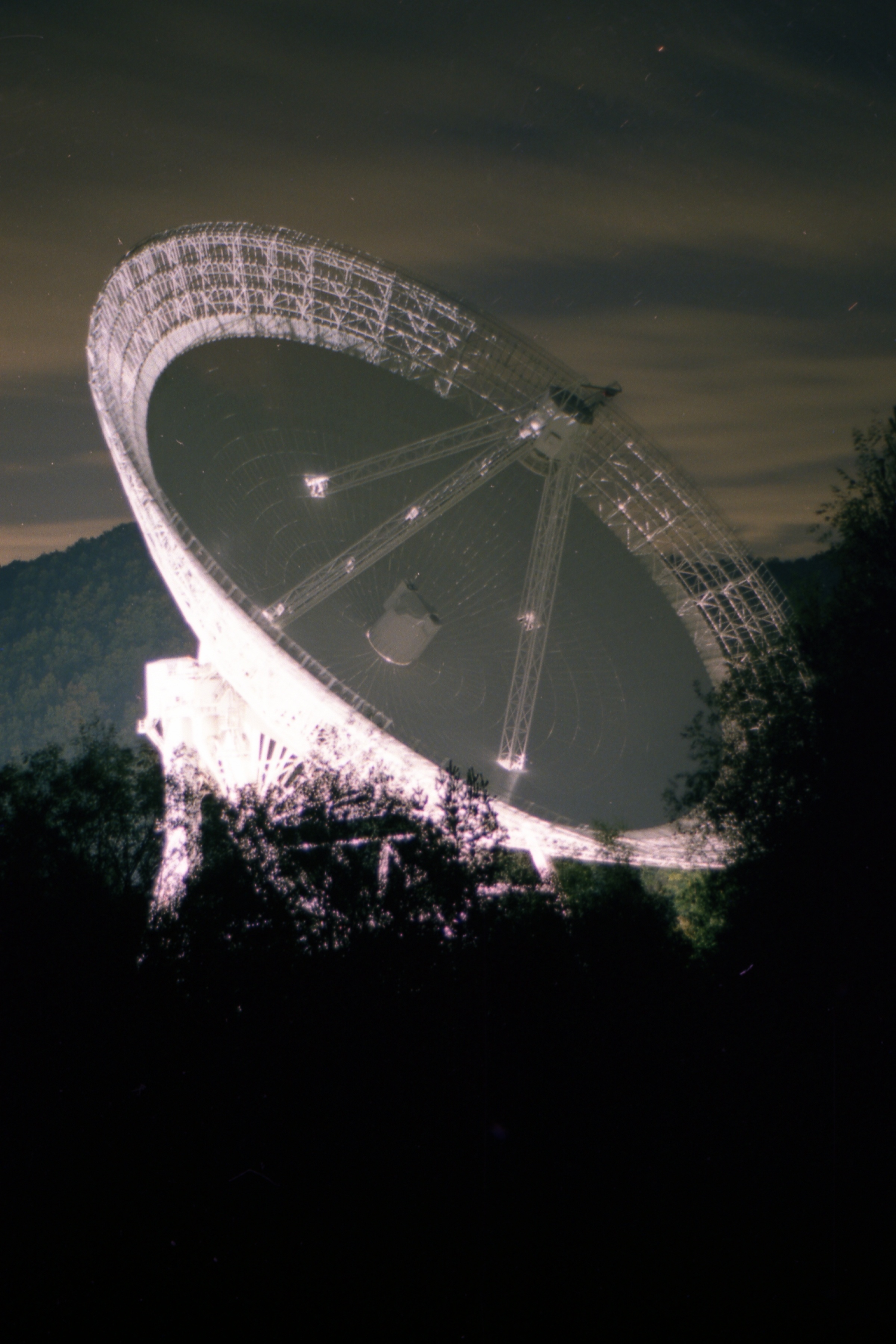
Vue générale de nuit
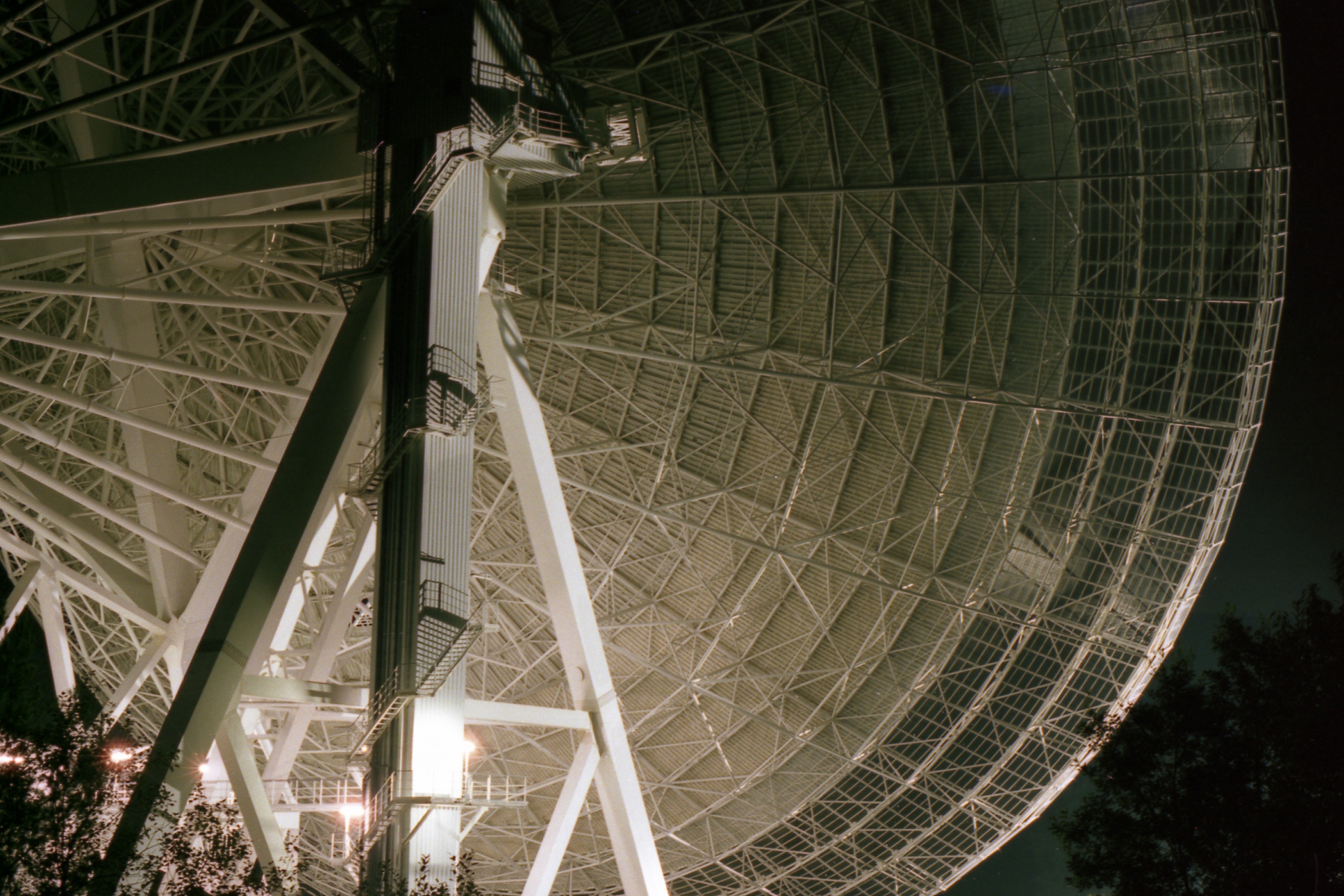
Détail de nuit
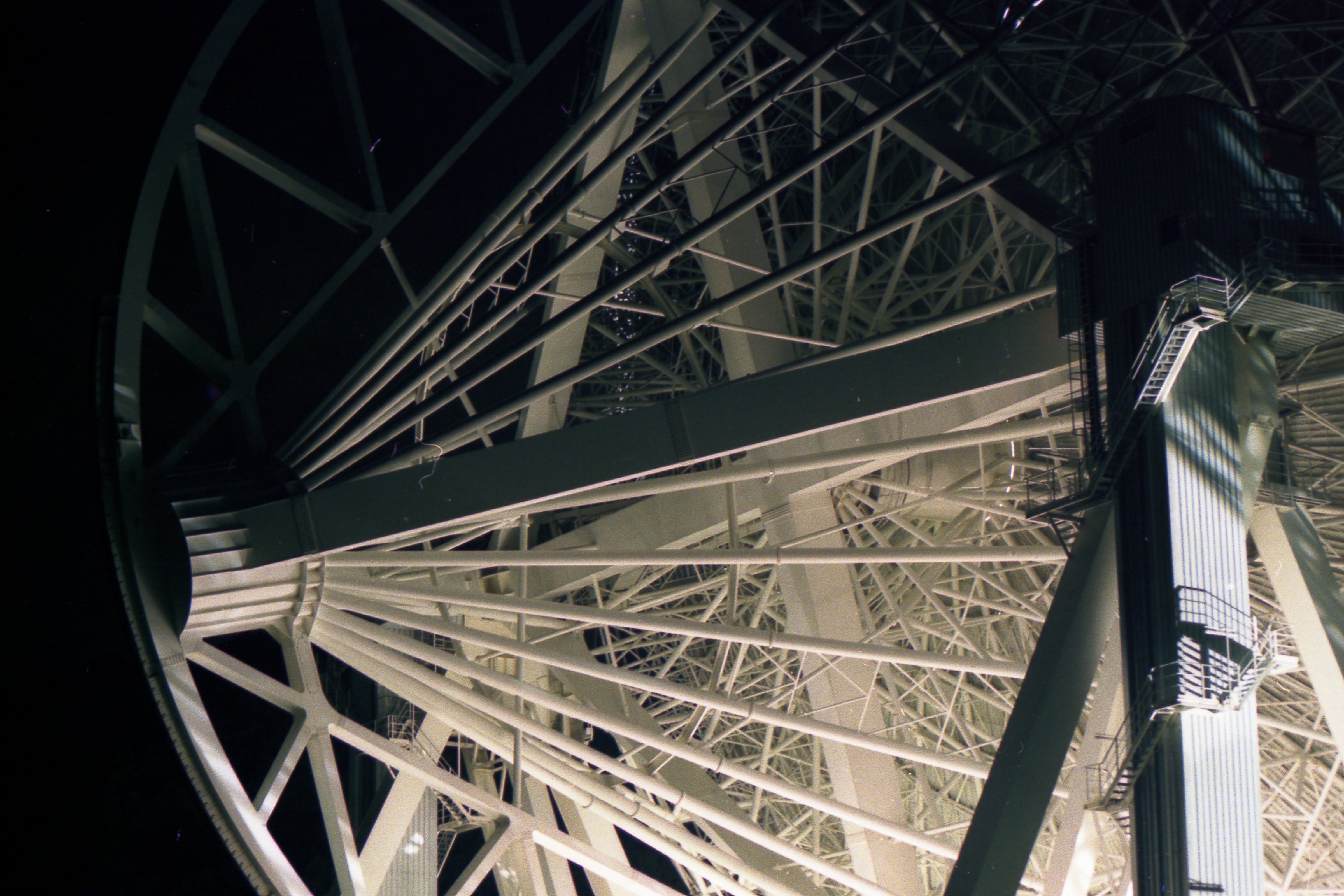
Détail de nuit